# Christian Niccum
Christian Niccum, né le 27 janvier 1978 à Minneapolis, est un lugeur américain.

## Carrière
Il fait ses débuts internationaux en 1996 en participant à la Coupe du monde, remportant trois victoires en double avec Matt McClain. Il participe en 2006 à ses premiers Jeux olympiques à Turin, terminant 23e dans l'épreuve du simple. Il se consacre à partir de 2007 uniquement à la spécialité du double.
Son meilleur résultat olympique intervient en 2010, quand il se classe sixième avec son partenaire Dan Joye en double. Il s'associe ensuite avec Jayson Terdiman dès l'hiver suivant, où il monte sur la troisième marche du podium à Sigulda. Il bat un record dans la luge à cette occasion, en retrouvant le podium douze ans après son dernier podium.
Il se retire de la luge de compétition après les Jeux olympiques d'hiver de 2014.

## Palmarès

### Jeux olympiques
- Turin 2006 : 23e du simple
- Vancouver 2010 : 6e du double
- Sotchi 2014 : 11e en double et 6e du relais

### Championnats du monde
- Meilleur résultat en double : 6e en 2008 et 2009

### Coupe du monde
- 3 victoires